# Многочлены Бернулли

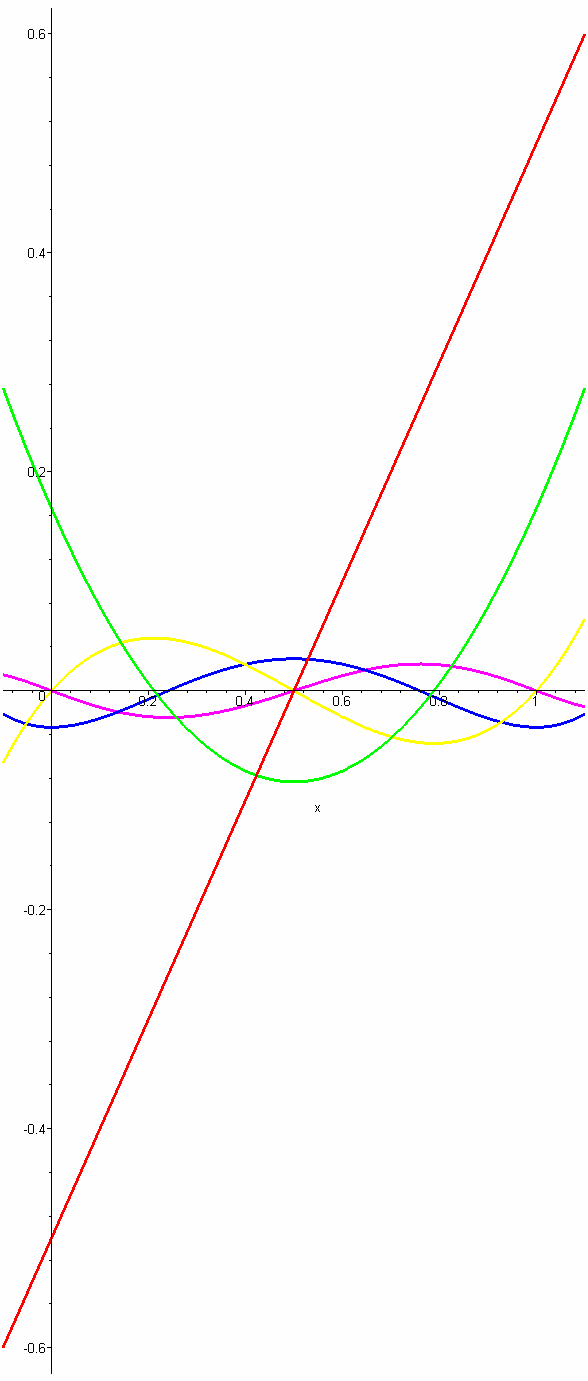
Многочлены Бернулли

Многочлены Бернулли — последовательность многочленов, возникающая при изучении многих специальных функций, в частности ζ-функции Римана и ζ-функции Гурвица; частный случай последовательности Аппеля. В отличие от ортогональных многочленов, многочлены Бернулли примечательны тем, что число корней в интервале {\displaystyle \ [0,1]} не увеличивается с увеличением степени многочлена. При неограниченном увеличении степени многочлены Бернулли приближаются к тригонометрическим функциям.
Названны в честь Якоба Бернулли.

## Определения
Многочлены Бернулли {\displaystyle \ B_{n}(x)} можно определить различными способами в зависимости от удобства.
Явное задание:
{\displaystyle B_{n}(x)=\sum _{k=0}^{n}C_{n}^{k}B_{n-k}x^{k}},
где {\displaystyle C_{n}^{k}} — биномиальные коэффициенты, {\displaystyle \ B_{k}} — числа Бернулли,
или:
{\displaystyle B_{n}(x)=\sum _{m=0}^{n}{\frac {1}{m+1}}\sum _{k=0}^{m}(-1)^{k}C_{m}^{k}(x+k)^{n}.}
Производящей функцией для многочленов Бернулли является:
{\displaystyle {\frac {te^{xt}}{e^{t}-1}}=\sum _{n=0}^{\infty }B_{n}(x){\frac {t^{n}}{n!}}.}
Можно представить многочлены Бернулли дифференциальным оператором:
{\displaystyle B_{n}(x)={D \over e^{D}-1}x^{n}}, где {\displaystyle D} — оператор формального дифференцирования.
Несколькими первыми многочленами Бернулли являются:
{\displaystyle B_{0}(x)=1,}
{\displaystyle B_{1}(x)=x-{\frac {1}{2}},}
{\displaystyle B_{2}(x)=x^{2}-x+{\frac {1}{6}},}
{\displaystyle B_{3}(x)=x^{3}-{\frac {3}{2}}x^{2}+{\frac {1}{2}}x,}
{\displaystyle B_{4}(x)=x^{4}-2x^{3}+x^{2}-{\frac {1}{30}},}
{\displaystyle B_{5}(x)=x^{5}-{\frac {5}{2}}x^{4}+{\frac {5}{3}}x^{3}-{\frac {1}{6}}x,}
{\displaystyle B_{6}(x)=x^{6}-3x^{5}+{\frac {5}{2}}x^{4}-{\frac {1}{2}}x^{2}+{\frac {1}{42}}.}

## Свойства
Начальные значения многочленов Бернулли при {\displaystyle \ x=0} равны соответствующим числам Бернулли:
{\displaystyle \ B_{n}(0)=B_{n}}.
Производная от производящей функции:
{\displaystyle t^{2}e^{tx}{\frac {1}{e^{t}-1}}=\sum _{n=0}^{\infty }{\frac {B'_{n}(x)}{n!}}t^{n}}.
Левая часть отличается от производящей функции только множителем {\displaystyle \ t}, поэтому:
{\displaystyle \sum _{n=0}^{\infty }{\frac {B'_{n}(x)}{n!}}t^{n}=\sum _{n=0}^{\infty }{\frac {B_{n}(x)}{n!}}t^{n+1}}.
Сравнивая коэффициенты при одинаковых степенях {\displaystyle \ t}:
{\displaystyle {\frac {B'_{n}(x)}{n!}}={\frac {B_{n-1}(x)}{(n-1)!}}},
откуда:
{\displaystyle \ B'_{n}(x)=nB_{n-1}(x)}.
(Функции, удовлетворяющие подобному свойству называются последовательностью Аппеля).
Из последнего равенства следует правило интегрирования многочленов Бернулли:
{\displaystyle \ B_{n}(x)=B_{n}+n\int _{0}^{x}B_{n-1}(t)\,dt}.
Также бывает полезно свойство сбалансированности:
{\displaystyle \int _{0}^{1}B_{n}(x)dx=0} (при {\displaystyle n>0})
Теорема об умножении аргумента: если {\displaystyle m} — произвольное натуральное число, то:
{\displaystyle \sum _{n=0}^{\infty }B_{n}(mx){\frac {t^{n}}{n!}}={\frac {te^{mxt}}{e^{t}-1}}={\frac {1}{m}}e^{mxt}{\frac {mt(1+e^{t}+\cdots +e^{(m-1)t})}{e^{mt}-1}}={\frac {1}{m}}\sum _{s=0}^{m-1}{\frac {e^{\left(x+{\frac {s}{m}}\right)mt}mt}{e^{mt}-1}}={\frac {1}{m}}\sum _{s=0}^{m-1}\sum _{n=0}^{\infty }{\frac {B_{n}\left(x+{\frac {s}{m}}\right)m^{n}}{n!}}t^{n}.}
Из построенных разложений следует теорема об умножении аргумента:
{\displaystyle B_{n}(mx)=m^{n-1}\sum _{s=0}^{m-1}B_{n}\left(x+{\frac {s}{m}}\right)}.
Симметрия:
{\displaystyle \ B_{n}(1-x)=(-1)^{n}B_{n}(x),}
{\displaystyle \ (-1)^{n}B_{n}(-x)=B_{n}(x)+nx^{n-1}.}